# Томина Балка
Томина Балка (укр. Томина Балка) — село в Белозёрской поселковой общине Херсонского района Херсонской области Украины.
Почтовый индекс — 75004. Телефонный код — 5547. Код КОАТУУ — 6520387101.

## Население
Население по переписи 2001 года составляло 1145 человек.

### Языковой состав
Родной язык населения по данным переписи 2001 года:
| Язык       | Численность, чел. | Доля     |
| ---------- | ----------------- | -------- |
| Украинский | 1 028             | 89,78 %  |
| Русский    | 111               | 9,69 %   |
| Другое     | 6                 | 0,53 %   |
| Итого      | 1 145             | 100,00 % |

## Местный совет
75004, Херсонская обл., Белозёрский р-н, с. Томина Балка, ул. Ленина, 44